# Вільятурде
Вільятурде (ісп. Villaturde) — муніципалітет в Іспанії, у складі автономної спільноти Кастилія-і-Леон, у провінції Паленсія. Населення — 194 особи (2010).
Муніципалітет розташований на відстані близько 230 км на північ від Мадрида, 42 км на північ від Паленсії.
На території муніципалітету розташовані такі населені пункти: (дані про населення за 2010 рік)
- Вільякуенде: 39 осіб
- Вільянуева-де-лос-Набос: 25 осіб
- Вільятурде: 92 особи
- Вільйотілья: 38 осіб

## Демографія
Динаміка населення (INE ):